# Aethiophysa delicata
Aethiophysa delicata is een vlinder uit de familie van de grasmotten (Crambidae), uit de onderfamilie van de Glaphyriinae. De wetenschappelijke naam van deze soort is voor het eerst gepubliceerd in 1964 door Eugene Gordon Munroe.
De soort komt voor in Verenigde Staten (Florida).